# Ailly-sur-Noye
Ailly-sur-Noye is een gemeente in het Franse departement Somme (regio Hauts-de-France) en telt 2643 inwoners (1999). De plaats maakt deel uit van het arrondissement Montdidier.

## Geografie
De oppervlakte van Ailly-sur-Noye bedraagt 25,5 km², de bevolkingsdichtheid is 103,6 inwoners per km².
De onderstaande kaart toont de ligging van Ailly-sur-Noye met de belangrijkste infrastructuur en aangrenzende gemeenten.
De gemeente is genoemd naar de Noye, rivier die door de gemeente stroomt.

## Verkeer en vervoer
In de gemeente ligt spoorwegstation Ailly-sur-Noye.

## Demografie
Onderstaande figuur toont het verloop van het inwonertal (bron: INSEE-tellingen).